# El Calzado (Trolebús de Quito)
El Calzado es la decimotercera parada del Corredor Trolebús, en el sur de la ciudad de Quito. Se ubica en la avenida Moraspungo, intersección con Pinllopata, en la parroquia San Bartolo. Fue construida durante la administración del alcalde Roque Sevilla e inaugurada durante la administración de Paco Moncayo (2000), como parte de la primera ampliación del sistema hacia el extremo más meridional de la urbe. Su iconografía representa 4 casas en diagonal,simbolizando al Barrio "El Calzado".
Toma su nombre del barrio homónimo en el que se encuentra la estructura, sirviendo al sector circundante.